# 小行星341520
薨瞢神星（341520 Mors-Somnus），临时编号为2007 TY430，是柯伊伯带的外海王星天体、双小行星，归类于冥族小天体，直径大约100公里。
此星体发现于2007年10月14日，发现者为美国天文学家斯科特·谢泼德和乍德·特魯希略与昴星团望远镜，发现地为美国夏威夷毛納基山天文台。此星体以罗马神话中死亡之神摩耳斯与睡眠之神索摩努斯命名。

## 轨道和二元性
薨瞢神星是一对小型的双冥族小天体，与海王星共振比为3:2。 此星体是广泛的光学解决二元系统，轨道参数如下：
| 半长轴，公里 | 偏心          | 期间，d   | 倾角度     |
| 21000±160    | 0.1529±0.0028 | 961.2±4.6 | 15.68±0.22 |

各部分几乎相等。 

## 物理特性
总质量的系统是 7.90 ± 0.21×1017 kg的。对于一个现实的最低密度的0.5 克/厘米3 的反照率为>0.17和部件的尺寸小于60 公里。的 协作小行星Lightcurve链接 假定一个反照率的0.1和计算径175.20公里，基于一种 绝对量值 的6.9。
薨瞢神星 有一个超红色的光谱的可见光和近红外部分的光谱。颜色的两个部分是不可区分。这表明双峰的光变曲线与该期间的有关9.28小时和幅度的0.24的。这表明，无论是主要的二次有一个长条形状和旋转非synchronuosly的。

## 演变
薨瞢神星系统可能是一个逃逸冷却的传统古柏带天体。

## 命名
该小行星以罗马神话中的死亡之神摩耳斯与睡梦之神索摩努斯命名。 官方命名由小行星中心于2015年6月2日公布(M.P.C. 94392)。薨（hōng）：死亡。瞢（měng）：目不明，通“夢（梦）”。薨瞢夢，同源。苜，横目上的艹源于睫毛，即“闭眼，看不见，不明”。